# 利尼斯鳥屬
利尼斯鳥（學名Lenesornis）是一類反鳥亞綱鳥類。它們生存於白堊紀晚期，其化石是在烏茲別克斯坦克孜勒庫姆沙漠的Bissekty組發現。